# شعران
الشعران أو الحمض[بحاجة لمصدر] أو الضمران (باللاتينية: Agathophora) جنس نباتي ينتمي إلى الفصيلة القطيفية. يضم نوعًا واحدا هو الشعران الثعلبي (باللاتينية: Agathophora alopecuroides) الذي ينتشر في معظم مناطق الوطن العربي.